# Eko Hotels & Suites
Eko Hotels & Suites est un hôtel à Lagos.

## Description
L'hôtel Eko est constitué de plusieurs tours blanches au sud de Victoria Island, incluant 850 chambres, neuf restaurants et bars et un centre de convention d'une capacité de 7 000 personnes, qui est le plus grand palais des congrès du Nigeria. Conçu par Oluwole Olumuyiwa et une entreprise américaine avec une architecture moderniste, il est rénové plusieurs fois dans différents styles. Il ouvre en 1977.
L'hôtel est un des principaux lieux de concert à Lagos, accueillant entre autres Burna Boy, Wyclef Jean et Beyoncé. Il organise également des célébrations de fin d'année luxueuses.
L'état de Lagos possède des parts minoritaires de l'hôtel, détenu en majorité par le groupe Chagoury des frères Gilbert et Ronald Chagoury, qui l'a racheté au groupe Le Méridien.